# Лейба Сергій Васильович
Сергі́й Васи́льович Ле́йба (1975—2022) — старший солдат Збройних Сил України, учасник російсько-української війни.

## Життєпис
Народився 1 березня 1975 року в селі Ямне Великописарівського району Сумської області.
Військову службу проходив у 91 окремому Охтирському полку підтримки.
Брав участь у миротворчій операції в складі національного контингенту в Косово, Республіка Сербія 2019 році.
Загинув 26 лютого 2022 в районі міста Охтирка.

## Нагороди та вшанування
- Орден «За мужність» III ступеня[1].
- Медаль НАТО «За службу миру»
- Почесний громадянин міста-героя Охтирки.

1. ↑  Указ Президента України №471/2022 «Про відзначення державними нагородами України». Президент України. 6 липня 2022. Архів оригіналу за 9 листопада 2024. Процитовано 5 лютого 2025.